# 南西戦線 (ロシア内戦)
南西戦線（なんせいせんせん、ロシア語: Юго-Западный фронт）は、ロシア内戦中の1920年に赤軍に形成されていた編制。

## 沿革
1920年1月20日、赤軍司令官指令に基づき南部戦線から編成された。同月から2月には退却する南ロシア軍に対する追撃を行い、オデッサ作戦 (ru) の成功により2月7日にオデッサを占領した。翌3月7日にはモズィリ＝オーヴルチ＝コーロステニ＝レチチェフ＝ドニエストル川の線上に展開し、白軍ヤーコフ・スラシチョフ将軍の占領下にあったクリミアの奪回を図ったが、失敗した。
その後、戦線は2方向の戦略行動に参加した。西方ではポーランド第二共和国軍、スタニスラウ・ブラーク＝バラホーヴィチ軍、ウクライナ人民共和国軍、ボリス・サヴィンコフ軍と戦った。4月から5月には前進するポーランド軍に押され、モズィリ、オーヴルチ、コーロステニ、キエフを離れてドニエプル川左岸に移動した。しかし同月から翌6月には反攻に転じ、キエフを奪回してポレシエからドニエストル川までポーランド軍を追撃した。その後、7月までのノヴォグラード・ヴォルィーンスキー作戦とロヴノ作戦でポーランド軍を打倒し、リュブリンとリヴォフに達した。しかしリヴォフの占領には至らず、翌8月には退却を余儀なくされた。10月18日にポーランド・ソビエト戦争が停戦すると、戦線は国境まで撤収した。
一方クリミアではピョートル・ヴラーンゲリ軍と戦い、ドニエプル川右岸まで撤退してヘルソン＝ニーコポリ＝トクマク＝ベルジャンスク線上で防衛線を戦った。しかし8月にはカホフカ橋頭保の戦いに勝利し、翌9月には第13軍 (ru) の左翼が前進してアレクサンドロフスク、オレホフ、シネリニコヴォを占領。ドンバスを脅かした。9月には、クリミアの南西戦線は南部戦線に属していた。12月5日、南西戦線司令部はキエフ軍管区司令部に編入され、麾下の部隊もすべてキエフ軍管区に編入された。

## 構成
司令官
- アレクサンドル・エゴロフ

革命軍事会議メンバー
- ヨシフ・スターリン（1月10日 - 8月17日）
- レインゴリド・ベルジン（ロシア語版）（1月10日 - 12月31日）
- レオニード・セレブリャコフ（ロシア語版）（1月11日 - 2月5日）
- ミロン・ウラジーミロフ（ロシア語版）（1月11日 - 6月19日）
- フリスチアン・ラコフスキー（ロシア語版）（2月15日 - 10月9日）
- セルゲイ・グセフ（9月3日 - 10月15日）
- セミョーン・アラロフ（11月21日 - 12月31日）

参謀長
- ニコライ・ペチン (ru)

部隊
- 第12軍（1月10日 - 8月13日、9月27日 - 12月25日）
- 第13軍（1月10日 - 9月21日）
- 第14軍（1月10日 - 12月31日）
- 第1騎兵軍（ロシア語版）（4月17日 - 8月14日）
- 第2騎兵軍（ロシア語版）（7月16日 - 9月25日）
- 第6軍（ru, 9月8日 - 26日）
- ウクライナ労働軍（1月30日 - 9月25日）
- ゴメリ要塞地区（2月25日 - 3月17日）